# Harpyionycteris whiteheadi
Harpyionycteris whiteheadi är en fladdermusart beskrevs av den brittiske zoologen Oldfield Thomas 1896. Harpyionycteris whiteheadi ingår i släktet Harpyionycteris, och familjen flyghundar. IUCN kategoriserar arten globalt som livskraftig.

## Underarter
Två underarter är beskrivna och en tredje ifrågasatt:
- Harpyionycteris whiteheadi negrosensis
- Harpyionycteris whiteheadi whiteheadi

## Beskrivning
Pälsen varierar från mörkbrun till chokladbrun på överkroppen, ljusare nertill. Arten saknar svans. Denna flyghund har 84 till 91 mm långa underarmar, 22 till 24 mm långa bakfötter och 20 till 25 mm långa öron. Flera individer har ljusa fläckar på vingarna. I motsats till alla andra flyghundar i samma region förekommer päls på bakfötternas ovansida. Hörntänderna i över- och underkäken är lite framåt böjda.
Vikt: 83 – 142 gram
Längd: 140 – 153 mm
Arten vistas främst i skogar (föredrar bergsskogar) och den besöker troligen odlade regioner. Födan utgörs främst av frukter som fikon eller från växter av släktet Freycinetia. Antagligen har honor en kull per år med en unge. Dräktigheten varar i cirka 135 dagar och ungen diar sin mor ungefär 120 dagar.

### Fotnot
1. ↑  Längd inklusive huvud.

## Utbredning
Harpyionycteris whiteheadi är endemisk i Filippinerna. Den förekommer på upp till 1800 meter över havet.